# Mastino della Scala
Leonardino ou Lonardino, dit Mastino della Scala, († le 26 octobre 1277 à Vérone) est le premier représentant de la dynastie des Scaliger à avoir établi son pouvoir à Vérone.

## Origine de la famille
La famille della Scala (parfois transcrit de Scalis, De Scala, Scaligeri) est citée à Vérone à partir de la fin du XIe siècle. Elle fait partie de la classe aisée et compte dans ses rangs des hommes de loi et des membres de l'administration communale. Quand Ezzelino III da Romano domine Vérone, deux frères, Federico et Bonifacio della Scala, sont proches du tyran. En 1259, ce dernier confie la charge de podestat de Vérone, qu'il vient de rétablir après avoir tenu la cité via des vicaires, à Mastino della Scala.

## Carrière à la tête de la commune de Vérone
Fils de Jacopino (ou Jacobo) della Scala, probablement issu d'une famille aisée de négociants en laine, Mastino est podestat de Vérone quand Ezzelino est défait à la bataille de Cassano (27 septembre 1259). Reconduit par acclamation par la population libérée de la tyrannie des da Romano, il prend, pour se démarquer du mandat précédent, le titre de podestà del Popolo. Il quitte cette charge à la Noël en ayant pris soin d'y installer Andrea Zeno, un Vénitien qui lui est proche. En 1262, on le retrouve élu capitano del Popolo et solidement appuyé par deux de ses frères, Alberto et Bocca. C'est de la fusion progressive des fonctions de podestat des Marchands avec celles de capitaine du Peuple que va naître la Seigneurie de Vérone.
L'emprise des Scaliger sur Vérone va être facilitée par l'éviction de leurs principaux concurrents, les Sambonifacio. Exilés sous Ezzelino, ces derniers sont revenus à Vérone. En septembre 1260, le podestat Andrea Zeno a dû, à nouveau, les chasser de la ville. Après des années de conflits et de réconciliations, admis à nouveau dans la cité, ils tentent, en septembre 1263, de s'attaquer au pouvoir naissant des Scaliger. L'échec de leur complot leur vaut alors d'être définitivement expulsés,. Cet épisode conditionne la politique de la cité pour les décennies à venir : les Sambonifacio et leurs soutiens padouans étant guelfes, Les Scaliger et Vérone se rangent dans le camp gibelin.
Pendant quatorze ans, de 1263 à 1277, Mastino domine Vérone, sans y assumer, la plupart du temps, de charge officiellement reconnue par les statuts de la cité. Son emprise sur les affaires communales s'installe de facto et prépare le terrain pour son successeur, qui se voit reconnaître, à sa mort, des pouvoirs entérinés par un simple état de fait.
À la tête de la  cité, Mastino soutient le parti de l'Empereur lorsque Conradin, le dernier des Hohenstaufen, ayant franchi le col du Brenner, arrive à Vérone, le 21 octobre 1267, pour lancer une expédition destinée à faire valoir ses droits contre Charles d'Anjou. Mastino l'accompagne jusqu'à Pavie, en janvier 1268, lorsqu'il se met en marche avec des troupes diminuées par les défections. Son expédition se terminera tragiquement à Tagliacozzo au mois d'août suivant.
L'absence de Mastino, qui a laissé la ville aux bons soins de ses frères, donne le signal aux Sambonifacio, qui soutiennent les mécontents et les poussent à la révolte, tandis que les cités voisines, Mantoue, Ferrare et Padoue, testent les défenses de Vérone. Les Scaliger perdent dans un premier temps les châteaux qui bordent les possessions de Vérone : Legnano, Villafranca, Soave, Illasi et Vestena, et Bocca della Scala y laisse la vie en 1269. Le sort de Vérone s'améliore dans les années qui suivent : fragile réconciliation avec Mantoue, reconquête de Legnano, d'Illasi et de Soave en 1271). Enhardis par leurs succès militaires, les Véronais donnent les pleins pouvoirs (arbitrium) à leur podestat (Andalo de' Andali). Conseillé par deux comités restreints, celui-ci reprend les dernières places fortes et contraint les Sambonifacio et les Mantouans à signer la paix (5 septembre 1272). À cette occasion, Mastino della Scala et Pinamonte Bonnacolsi, le nouveau maître de Mantoue, sont choisis comme arbitres de tout litige à venir entre les Sambonifacio, leurs alliés et Vérone. Ce mandat évolue bientôt vers la mise en place d'un tribunal permanent qui permet à Padoue et Vérone d'en finir avec le système primitif des représailles entre cités.
Pour les Véronais, l'épisode confirme les bénéfices que peut avoir, en temps de crise, la concentration du pouvoir entre les mains d'un seul homme. Il souligne également la nécessité de sceller des alliances. La première qui se noue lie Vérone à Mantoue, passée du côté gibelin à l'occasion des récents affrontements.
En novembre 1276, pour regagner les faveurs de l'Église, qui avait, en 1267, placé la ville en interdit en raison de son soutien à Conradin, Mastino décide de réduire l'hérésie patarine, qui sévit et prospère à Sirmione. Il capture 166 hérétiques mais, au lieu de les remettre aux autorités religieuses pour qu'ils soient mis sur le bûcher selon le droit canon, Mastino décide de les jeter en prison à Vérone, encourant ainsi à nouveau les foudres de la papauté, qui maintient l'interdit sur la cité.

## Assassinat et succession
Le 26 octobre 1277, Mastino est assassiné par quatre hommes, en même temps que son ami Antonio di Nogarola, alors qu'ils traversent tous deux la piazza dei Signori.
Mastino ayant dominé Vérone de facto pendant la plupart des quatorze années de sa présence à la tête de la ville, aucune disposition n'a été prise au moment où il meurt assassiné. Son épouse Gilia lui a donné au moins un fils, Nicolò, qui n'a que neuf ans à la mort de son père. Le lendemain du meurtre, c'est donc le nom d'Alberto, le frère du défunt, que le podestat du moment propose à l'assemblée du peuple et aux notables pour devenir « capitaine général à vie », entérinant ainsi la continuité et l'emprise de la dynastie scaligère sur Vérone.

## Réalisations

### Réforme des statuts de la Commune de Vérone
Dans les dix ans qui suivirent la mort d'Ezzelino, Mastino entreprend de réformer les statuts de la Commune de Vérone, que le tyran a modifié en s'appuyant sur une version remontant à 1228. La nouvelle rédaction, terminée peu avant la mort de Mastino, va servir de cadre pendant les cinquante années qui suivent. Le code est organisé en cinq livres : constitution et administrateurs ; justice civile ; justice criminelle ; administration (incluant les règlements sanitaires et commerciaux) ; affaires militaires,.

#### Gouvernement de la Commune de Vérone
Podestat - Les statuts décrivent le rôle théorique du podestat. Tout puissant, en dehors du contrôle du trésor et des corporations, il devient, sous les Scaliger, un simple représentant de la seigneurie. Témoignage de l'importance de la classe marchande, il est élu pas les gastaldoni, les maîtres des corporations réunies en conseil. Son salaire est révisé, sa date d'entrée en fonction également. Les Véronais ne peuvent pas servir, le mandat est d'un an et personne ne peut servir deux fois sans que ses deux mandats soient séparés par une période de trois ans. Les statuts de 1277 sont étrangement silencieux sur les fonctions du capitano del Popolo et du podestà dei Mercanti, deux figures pourtant essentielles dont la fusion donne naissance à la signoria.
Conseil des Anciens - Le conseil des Anciens est composé de treize citoyens de la classe moyenne, tirés au sort dans le Grand conseil. Huit d'entre eux sont des gastaldoni, les cinq autres représentent les cinq quartiers de la ville. Institués pour contrôler le podestat, les Anciens détiennent une partie des clés de la cité et visent toute législation la concernant.
Conseil des Quatre-vingt - Son origine et ses prérogatives sont moins connues. On sait qu'il se délibérait parfois avec les Anciens ou avec les gastaldoni.
Grand conseil - Présidé par le podestat, renouvelé chaque année, le Grand conseil est l'assemblée législative de la Commune. Il est composé de 50 membres, auxquels s'ajoutent les Anciens, les gastaldoni et les Quatre-vingt, qui y siègent d'office.
Concio - Le Concio est la convocation de tous les habitants de la cité. convoqué à son de cloches pour les grandes occasion, il est interrogé pour la forme par les administrateurs sur les grandes questions regardant le destin de Vérone, il est rare qu'il n'entérine pas leurs décisions.
Conseil des Gastaldoni - Composé des maîtres des corporations et jurandes d'artisans et de commerçants (les Arti), le conseil des gastaldoni ne fait pas à proprement parler partie de l'administration municipale, mais il détient en réalité le pouvoir à Vérone avant que celui-ci ne tombe entre les mains des Scaliger. Ses membres élisent le podestat et les juges. Ils délibèrent librement et le podestat doit transmettre leurs requêtes et leurs avis au Grand conseil. Parmi les corporations, celle des marchands est la plus puissante et la plus prospère. Elle domine toutes les autres corporations, possède ses propres organes de gouvernement (podestat des Marchands, consuls et trésoriers). Elle est aussi le banquier de la Commune, finance les garnisons dans les forts qui assurent la garde de ses frontières, se porte garante de la sûreté des routes et du commerce. Elle rend sa propre justice au sein d'un tribunal de commerce qui s'impose aux autres métiers, sans appel devant les juridictions communales. Le podestat des Marchands fixe les droits sur les marchandises entrantes et sortantes. Dans les statuts de 1277, la corporation des marchands obtient surtout le privilège de pouvoir faire appliquer ses décisions (limitées à l'artisanat et au commerce s'entend) sans passer par les autres institutions municipales. Pendant leur domination sur la cité, les della Scala vont toujours s'assurer de contrôler directement le poste de podestat des Marchands. Mastino l'occupe au moins de 1265 à 1269 et son frère Alberto est podestat des Marchands plusieurs années avant de succéder à son frère, gardant ensuite le titre jusqu'à sa mort.
Juges, consuls, etc. - Les juges sont au nombre de quatre. Les consuls, traitent les juridictions de première instance, au nombre de douze. Un autre juge traite les affaires civiles à hauteur de dix lires, un autre encore les affaires criminelles en première instance. Les statuts évoquent également un avocat de la Commune, un sindico au rôle mal défini et un judex pauperum (avocat des pauvres).

#### Trésor
Les finances de la cité sont confiées à deux massarii choisis dans la congrégation des Frati Umiliati. Leur mandat est d'un an, et ils touchent en échange une rétribution de 50 lires. Des cercatori sont chargés des évaluations et, éventuellement, du recouvrement.

#### Police municipale
Des procuratori (procureurs), assistés par un personnel nombreux (inspecteurs, comptables, messagers, notaires, scribes, etc.), sont chargés de faire appliquer les règlements municipaux et d'assurer la maintenance de la voirie, des forêts, l'évacuation des déchets, l'hygiène des abattoirs, les règlements sanitaires, le contrôle des jeux et des débits de boisson. Ils s'appuient également sur les giurati delle contrade : à raison de quatre giurati par quartier ou paroisse, ils participent à l'organisation du guet de nuit et signaler au podestat toute violation des règlements nombreux et pointilleux édictés par la Commune.

#### Armée
Le cinquième livre des statuts de 1277 tente de mettre de l'ordre dans la question de l'armée, composée de la milicia (nobles et chevaliers), du popolo (fantassins issus du peuple et rangés derrière les bannières de leurs corporations), d'un corps de 302 arbalétriers répartis dans les quartiers de la ville aux frais des habitants, tandis que des archers et d'autres arbalétriers sont mis à la disposition des localités qui entourent Vérone. Les campagnes doivent les entretenir et mettre sur pied leur propre garnison. En cas de conflit, elles doivent apporter leur contingent contractuel de sapeurs et de maçons à l'armée municipale. Vérone prend également des dispositions pour encadrer le recours aux « soldats », mercenaires, souvent allemands, associés aux opérations militaires de la ville.

#### Université
Vérone ne peut arriver au niveau des universités voisines comme celle de Padoue ou celle de Bologne, mais les statuts de 1277 prévoient le financement de cinq chaires : droit canon, droit civil, logique, médecine et grammaire.

#### Justice criminelle
Les statuts de 1277 précisent les peines applicables, qui sont moins souvent à la discrétion du podestat. Un meurtrier est décapité, brûlé s'il s'agit d'une femme. On coupe la main droite aux faussaires et aux faux témoins. Le duel judiciaire, l'ordalie et la torture s'effacent au profit des témoins assermentés. Le code prévoit des lieux d'emprisonnement séparés pour les hommes et pour les femmes, et la notion de liberté sous caution y est évoquée. Les relations avec l'Église sont abordées, notamment concernant le traitement des hérétiques.

### Vérone et son territoire
Les territoires et les localités annexés par Vérone, tout en étant soumis à l'autorité de la cité qui les a mis sous sa coupe, conservent une marge d'autonomie pour la gestion des affaires courantes. Leur situation diffère selon qu'elles appartiennent ou non à l'apanage d'une famille de la noblesse. Dans le premier cas, le pouvoir y est exercé à la discrétion du seigneur, dans le second cas, la commune dite « libre » dispose d'un exécutif local qui répond à celui de Vérone. Les localités et les campagnes situées sur le territoire contrôlé par Vérone, ainsi que leurs habitants, sont liées à la cité-mère par une multitude d'obligations en numéraire et en nature, ponctuées de coutumes, d'exemptions et de cas particuliers. Pendant la transition entre féodalité et Commune et entre Commune et Seigneurie, qui correspond à la période de Mastino della Scala, la situation évolue lentement, toujours dans le sens d'une concentration du pouvoir aux mains des autorités qui dominent Vérone.